# おゆみ野駅
おゆみ野駅（おゆみのえき）は、千葉県千葉市緑区おゆみ野南三丁目にある、京成電鉄千原線の駅である。駅番号はKS64。
駅舎と駅前広場はGK設計が景観設計し、2002年（平成14年）に土木学会デザイン賞の優秀賞を受賞した。

## 歴史
- 1995年（平成7年）4月1日：千葉急行電鉄千葉急行線の駅として開業[1][2]。
- 1998年（平成10年）10月1日：千葉急行電鉄の京成電鉄への事業譲渡により、京成電鉄千原線の駅となる。
- 2016年（平成28年）12月23日：改札コンコースとホームを結ぶエレベーターを供用開始[4]。

## 駅構造
単式ホーム1面1線を有する高架駅。将来の千原線複線化の際には相対式ホーム2面2線とすることが可能な構造であるが、上り線側にあたるホームは閉鎖されており線路も未敷設である。駅の前後ではホーム延伸が可能な余地を残している。
学園前駅管理。かつては改札外に売店があった。

### のりば
京成千原線は、京成千葉線（京成千葉・京成津田沼方面）、京成本線（京成船橋・京成上野方面）との直通運転も一部実施している。駅ホームの案内標には、京成千原線との直通運転の設定がない「成田空港」「京成松戸線」も行先として表記されている。成田空港方面（京成本線）および京成松戸線方面には京成津田沼駅にて乗換が必要となる。
| 番線 | 路線                                 | 方向                                 | 行先                                                             |
| ---- | ------------------------------------ | ------------------------------------ | ---------------------------------------------------------------- |
| 無番 | （未使用のため閉鎖中。線路も未敷設） | （未使用のため閉鎖中。線路も未敷設） | （未使用のため閉鎖中。線路も未敷設）                             |
| 1    | 千原線                               | 上り                                 | 京成千葉・京成津田沼・京成船橋・京成上野・ 成田空港・ 松戸線方面 |
| 1    | 千原線                               | 下り                                 | ちはら台方面                                                     |

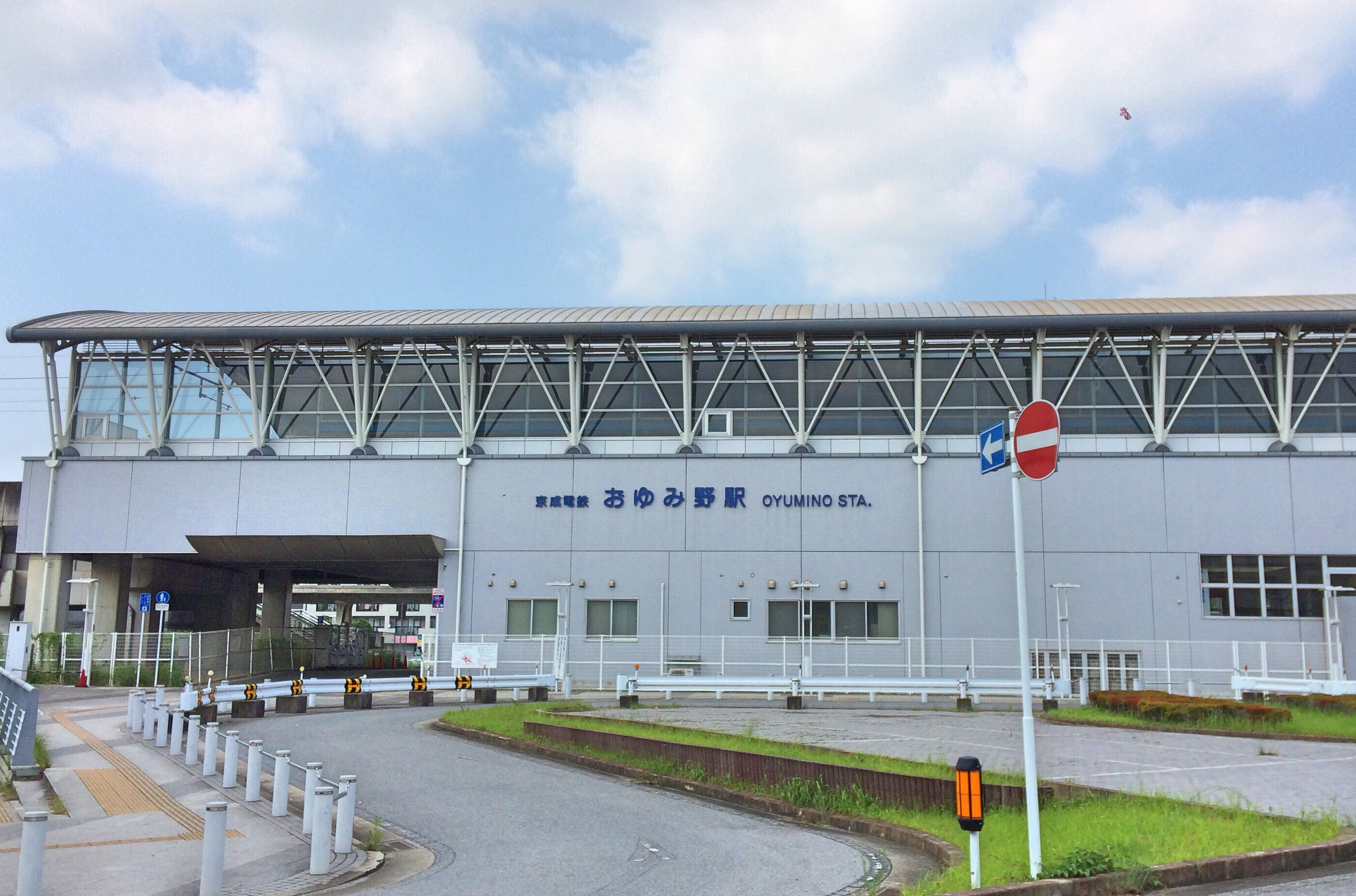
南口（2015年7月）
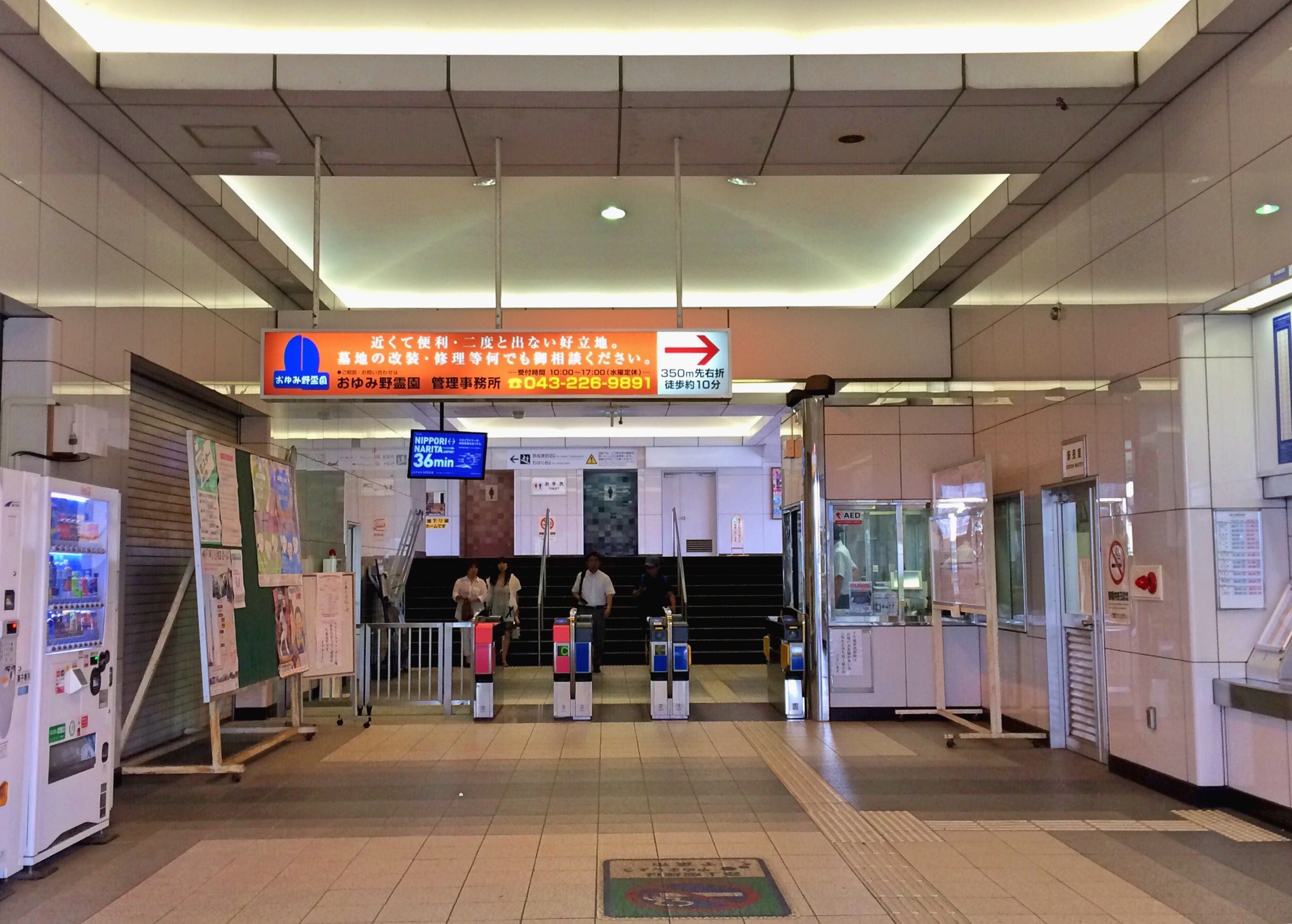
改札口（2015年7月）
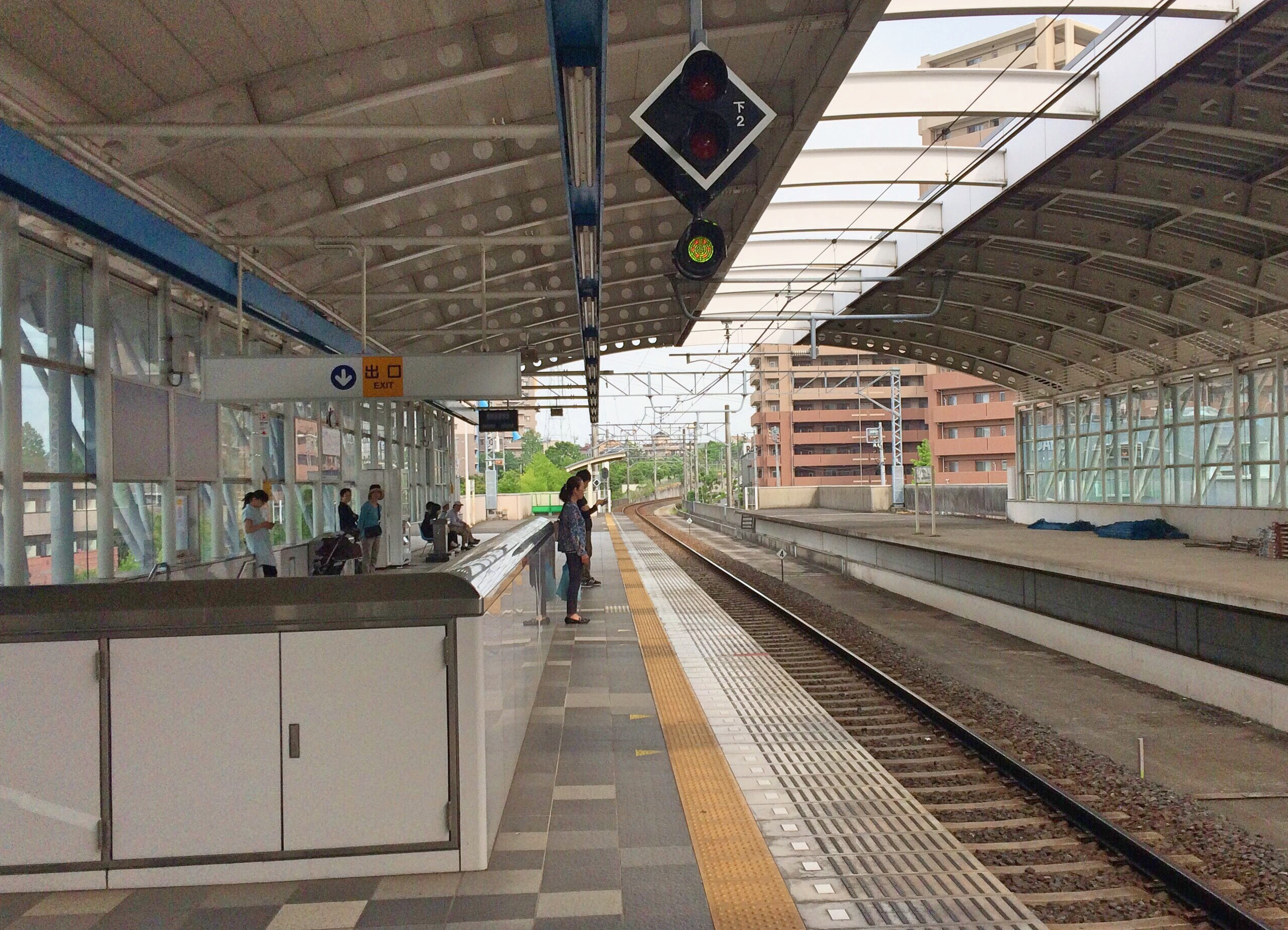
ホーム（2015年5月）
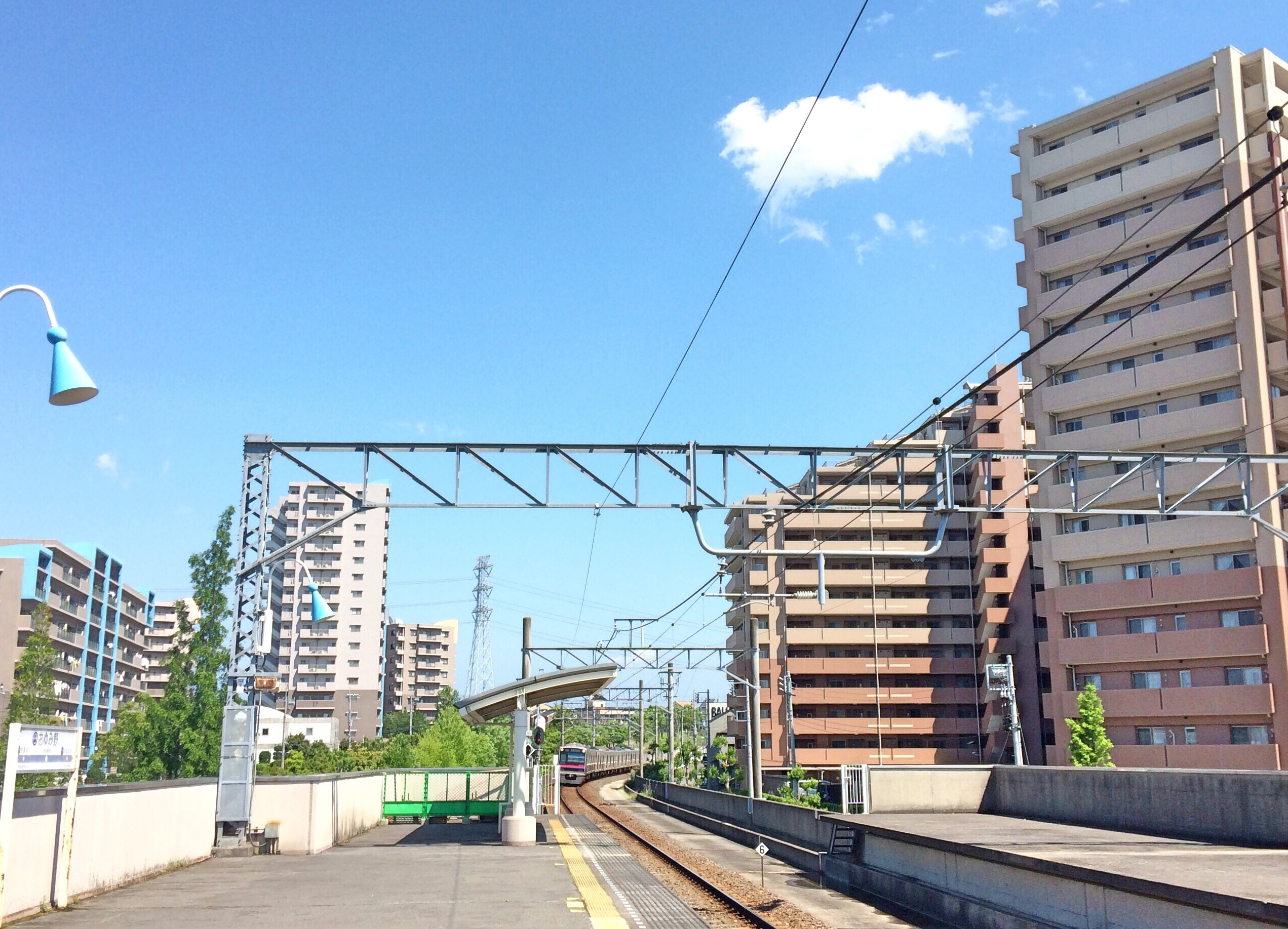
駅ホーム終端（2015年5月）

## 利用状況
2024年度の1日平均乗降人員は5,575人である。近年の1日平均乗降・乗車人員推移は下表の通り。
| 年度               | 1日平均 乗降人員 | 1日平均 乗車人員 | 出典              |
| ------------------ | ---------------- | ---------------- | ----------------- |
| 1995年（平成07年） |                  | 394              | [ 千葉県統計 1 ]  |
| 1996年（平成08年） |                  | 553              | [ 千葉県統計 2 ]  |
| 1997年（平成09年） |                  | 654              | [ 千葉県統計 3 ]  |
| 1998年（平成10年） |                  | 783              | [ 千葉県統計 4 ]  |
| 1999年（平成11年） |                  | 823              | [ 千葉県統計 5 ]  |
| 2000年（平成12年） |                  | 943              | [ 千葉県統計 6 ]  |
| 2001年（平成13年） |                  | 1,057            | [ 千葉県統計 7 ]  |
| 2002年（平成14年） | 2,338            | 1,147            | [ 千葉県統計 8 ]  |
| 2003年（平成15年） | 2,550            | 1,248            | [ 千葉県統計 9 ]  |
| 2004年（平成16年） | 2,788            | 1,340            | [ 千葉県統計 10 ] |
| 2005年（平成17年） | 2,946            | 1,419            | [ 千葉県統計 11 ] |
| 2006年（平成18年） | 3,236            | 1,566            | [ 千葉県統計 12 ] |
| 2007年（平成19年） | 3,562            | 1,734            | [ 千葉県統計 13 ] |
| 2008年（平成20年） | 4,054            | 1,985            | [ 千葉県統計 14 ] |
| 2009年（平成21年） | 4,060            | 1,992            | [ 千葉県統計 15 ] |
| 2010年（平成22年） | 4,052            | 2,000            | [ 千葉県統計 16 ] |
| 2011年（平成23年） | 4,121            | 2,041            | [ 千葉県統計 17 ] |
| 2012年（平成24年） | 4,320            | 2,139            | [ 千葉県統計 18 ] |
| 2013年（平成25年） | 4,440            | 2,201            | [ 千葉県統計 19 ] |
| 2014年（平成26年） | 4,505            | 2,240            | [ 千葉県統計 20 ] |
| 2015年（平成27年） | 4,664            | 2,320            |                   |
| 2016年（平成28年） | 4,870            | 2,424            |                   |
| 2017年（平成29年） | 5,031            | 2,510            |                   |
| 2018年（平成30年） | 5,105            | 2,549            |                   |
| 2019年（平成31年） | 5,221            | 2,606            |                   |
| 2020年（令和02年） | 4,179            | 2,088            |                   |
| 2021年（令和03年） | 4,542            | 2,270            |                   |
| 2022年（令和04年） | 5,030            | 2,512            |                   |
| 2023年（令和05年） | 5,382            | 2,690            |                   |
| 2024年（令和06年） | 5,575            | 2,793            |                   |

備考
1. ↑  1995年4月1日開業。

## 駅周辺
駅北側と南側には駅前ロータリー交差点が整備されている。ニュータウンであるおゆみ野地区の南部に位置する。
当駅から続くおゆみの野遊歩道（四季の道・おゆみの道）はJR外房線の鎌取駅(徒歩約25分)まで伸びており、区域内の移動だけでなく、駅前へも歩行者専用道路だけでの移動が可能である。

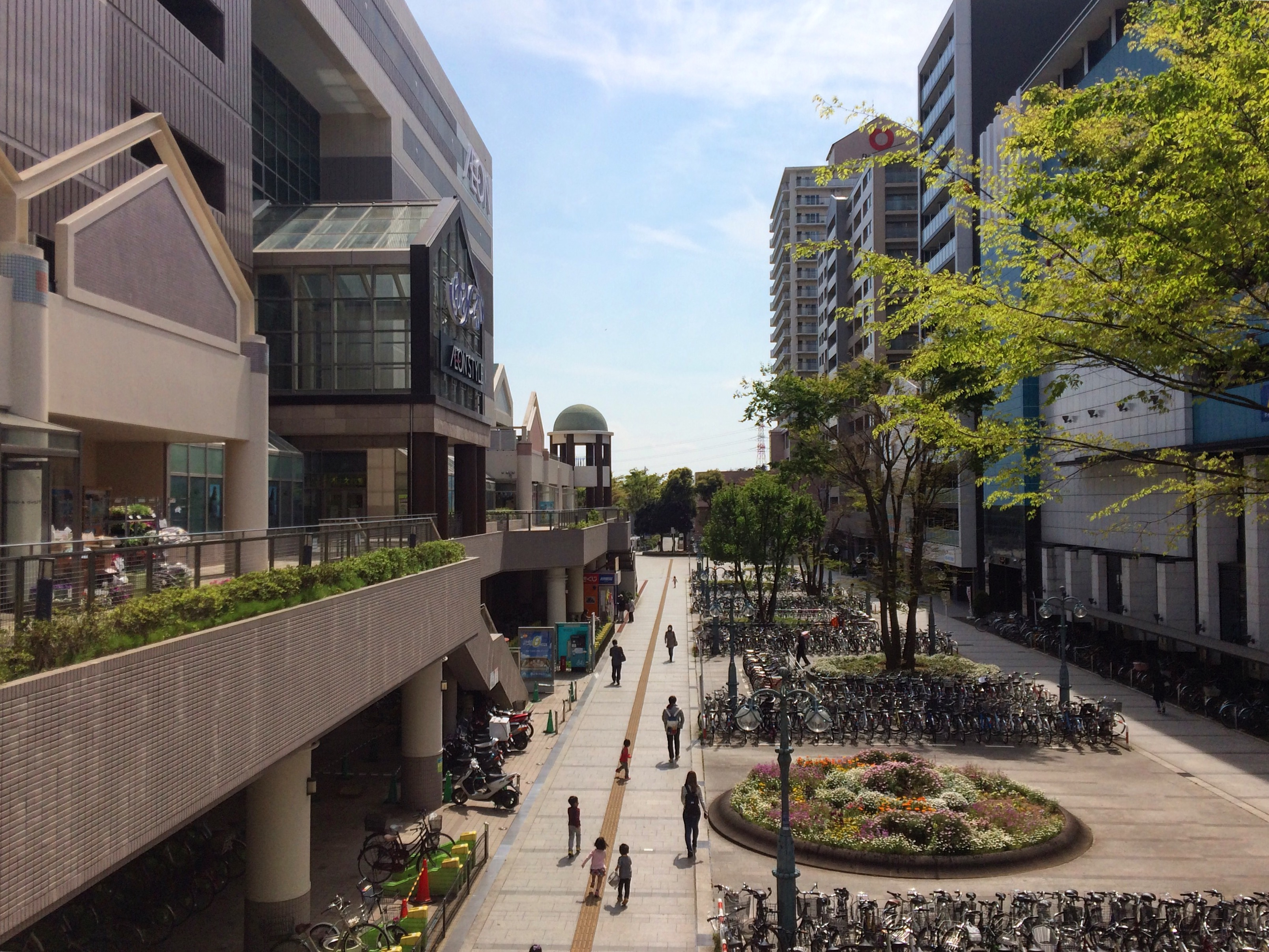
遊歩道は鎌取駅方面（おゆみ野センターモール）に繋がる

### 北口
- 千葉市立おゆみ野南中学校
- 千葉市立泉谷中学校
- 千葉市立金沢小学校
- 千葉市立泉谷小学校
- 千葉市立扇田小学校
- 千葉泉谷郵便局
- 千葉おゆみ野郵便局
- イオンタウンおゆみ野
  - マックスバリュ おゆみ野店
  - わくわく広場 イオンタウンおゆみ野店
  - ココカラファイン イオンタウンおゆみ野店
  - ヤマダデンキテックランド おゆみ野店
- ミスターマックスおゆみ野ショッピングセンター
  - せんどう おゆみ野店
  - ツルハドラッグ おゆみ野店
- ジャパンミート 卸売市場おゆみ野店
- ヤオコー おゆみ野店
- カワチ薬品 おゆみ野店
- ツルハドラッグ おゆみ野南店
- 精文館書店 おゆみ野店
- TSUTAYA おゆみ野店
- ゲオ おゆみ野店
- AOKI おゆみ野新店
- ヴィクトリア おゆみ野店
- ヴェルディスポーツプラザ おゆみの
- ちばぎんコンピューターサービス 総務
- 千葉市有吉公園
  - 有吉公園スポーツ施設（野球場、テニスコート、プールなど）
- おゆみ野やまぼうし公園
- そばら公園

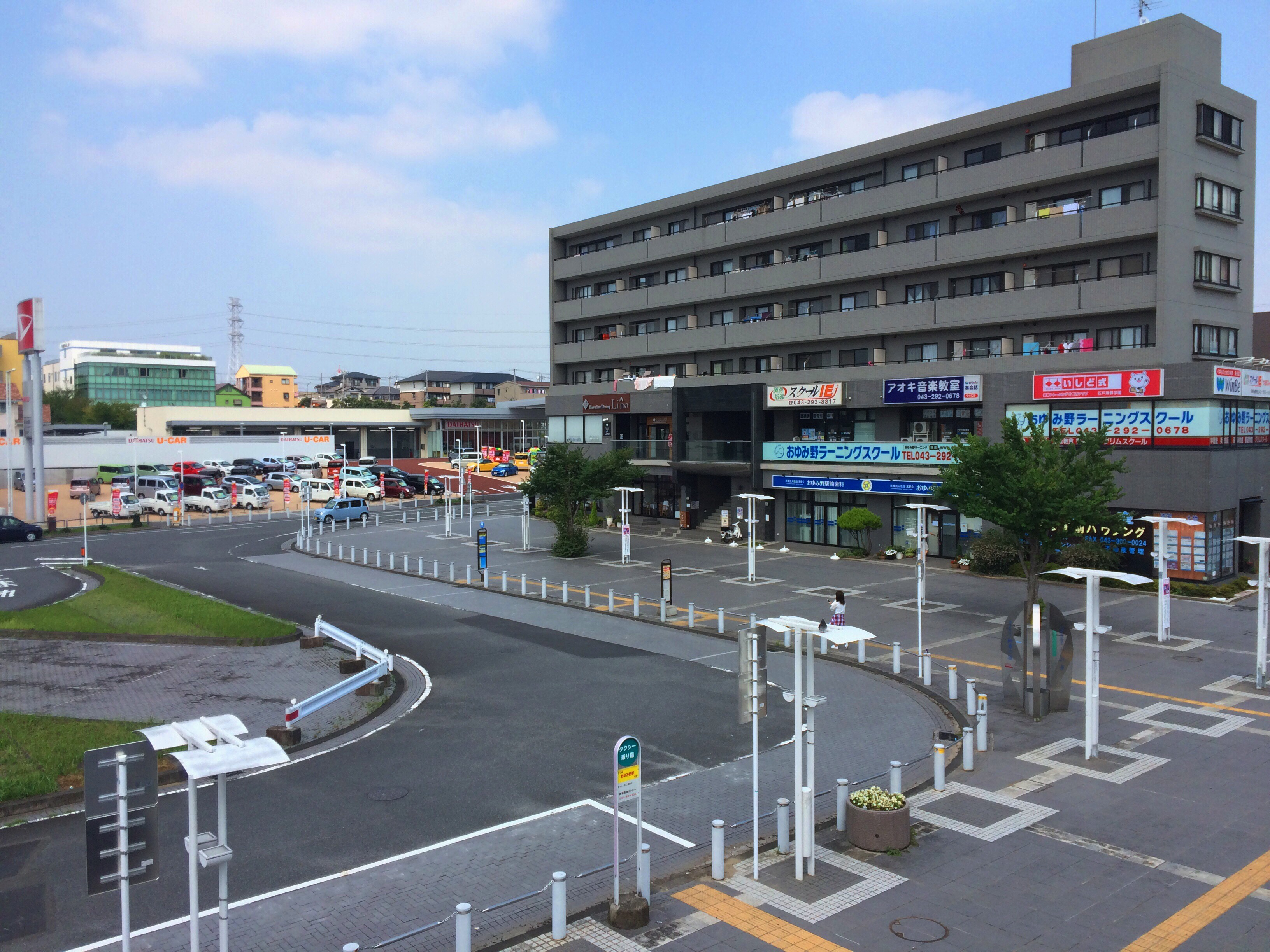
北口 駅前ロータリー（2015年7月）
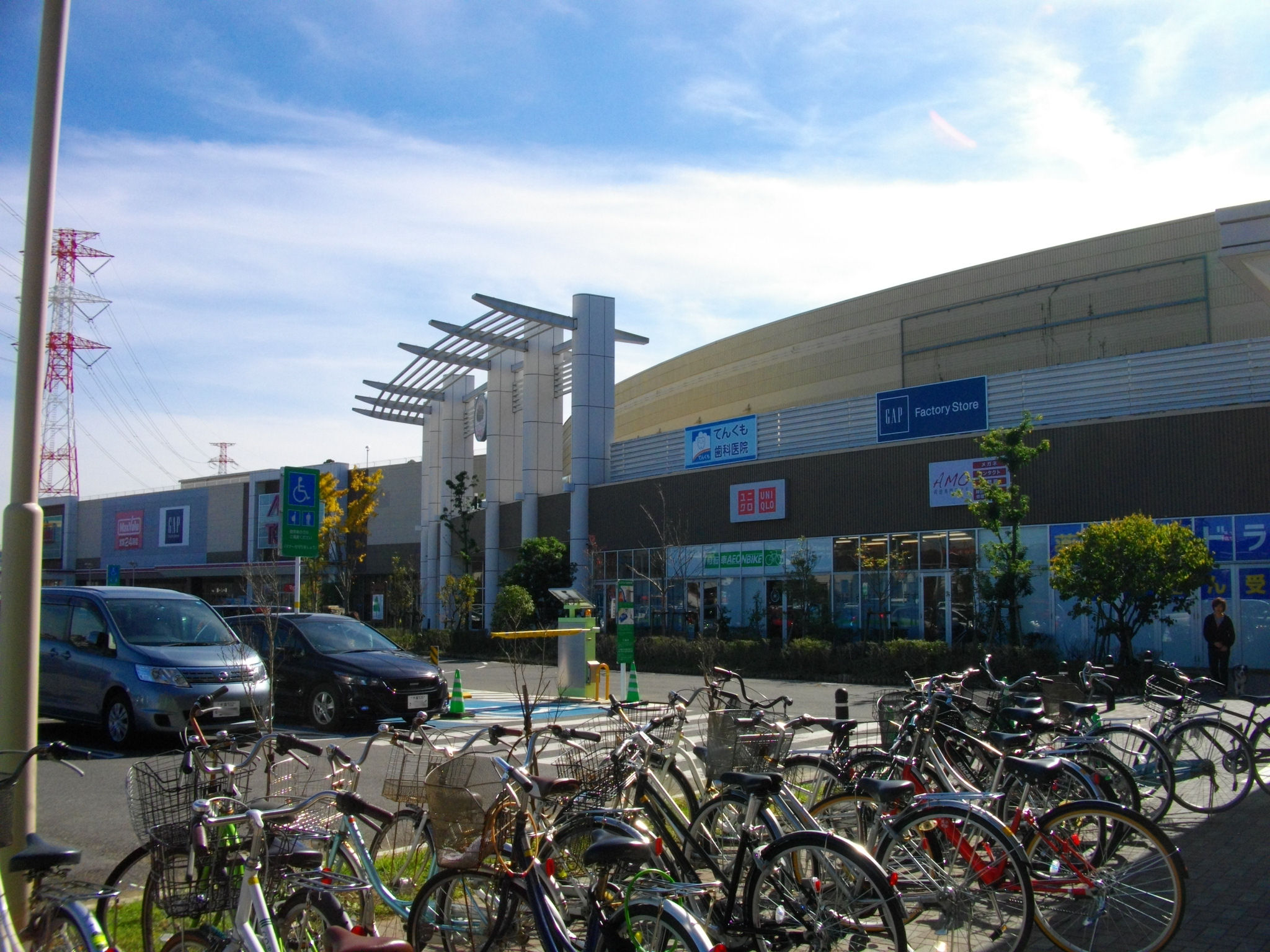
イオンタウンおゆみ野
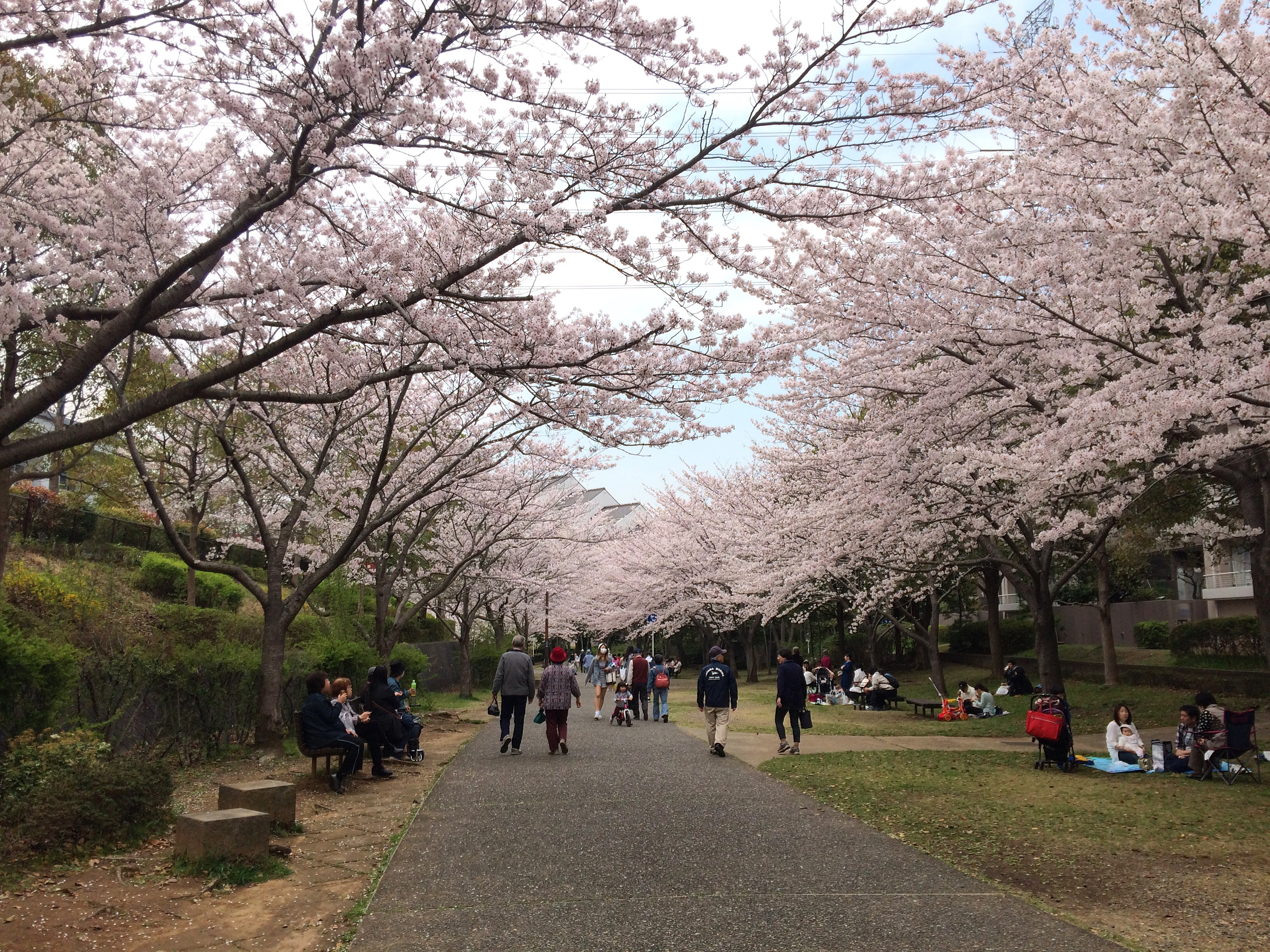
おゆみの野遊歩道（四季の道 春の道）

### 南口
- 千葉市役所 緑区椎名連絡所
- 千葉県農林総合研究センター 水稲・畑地園芸研究所
- 千葉市立おゆみ野南小学校
- 千葉市立椎名小学校
- 千葉みらい農業協同組合 椎名支店
- ファッションセンターしまむら おゆみ野店
- 椎名神社
- 歓喜山聖宝寺
- おゆみ野南公園（椎名崎古墳群）
- おゆみ野かすがさく公園
- 大百池公園
- 小弓城跡

## バス路線
最寄り停留所はおゆみ野駅である。以下の路線が乗り入れ、小湊鉄道と平和交通、西岬観光により運行されている。
- 路線バス
  - 鎌取駅南口行（扇田小学校入口経由、泉谷南経由＜小湊鉄道と京成バス千葉イーストの共同運行＞） / イオンタウンおゆみ野行
  - 千葉駅行 / 農業センター行
- 高速バス
  - 東京駅八重洲口・銀座駅（数寄屋橋）・東雲イオン前行（マイタウンライナー）＜平和交通と西岬観光の共同運行＞

## 隣の駅
京成電鉄
 千原線
学園前駅 (KS63) - おゆみ野駅 (KS64) - ちはら台駅 (KS65)

#### 利用状況
京成電鉄の1日平均利用客数
1. 1 2 3 4  京成電鉄株式会社. “駅別乗降人員（2024年度1日平均）” (pdf). 2025年5月5日閲覧。
2. ↑  京成電鉄株式会社. “駅別乗降人員（平成26年度1日平均）” (pdf). 2016年4月3日時点のオリジナルよりアーカイブ。2023年7月8日閲覧。
3. ↑  京成電鉄株式会社. “駅別乗降人員（平成27年度1日平均）” (pdf). 2016年10月11日時点のオリジナルよりアーカイブ。2023年7月8日閲覧。
4. ↑  京成電鉄株式会社. “駅別乗降人員（平成28年度1日平均）”. 2018年2月23日時点のオリジナルよりアーカイブ。2023年7月8日閲覧。
5. 1 2  京成電鉄株式会社. “駅別乗降人員（2017年度1日平均）” (pdf). 2020年6月13日時点のオリジナルよりアーカイブ。2023年7月8日閲覧。
6. 1 2  京成電鉄株式会社. “駅別乗降人員（2018年度1日平均）” (pdf). 2020年6月13日時点のオリジナルよりアーカイブ。2021年5月30日閲覧。
7. 1 2  京成電鉄株式会社. “駅別乗降人員（2019年度1日平均）” (pdf). 2020年6月13日時点のオリジナルよりアーカイブ。2021年5月30日閲覧。
8. 1 2 3  京成電鉄株式会社. “駅別乗降人員（2020年度1日平均）” (pdf). 2023年4月5日時点のオリジナルよりアーカイブ。2021年5月30日閲覧。
9. ↑  京成電鉄株式会社. “駅別乗降人員（2021年度）” (PDF) (JP). 2022年5月16日時点のオリジナルよりアーカイブ。2023年7月8日閲覧。
10. 1 2  京成電鉄株式会社. “駅別乗降人員（2022年度1日平均）” (pdf). 2023年7月8日閲覧。
11. 1 2  京成電鉄株式会社. “駅別乗降人員（2023年度1日平均）” (pdf). 2025年5月5日閲覧。

私鉄の統計データ
1. ↑  千葉市統計書 - 千葉市
2. ↑  各種報告書 - 関東交通広告協議会
3. ↑  千葉県統計年鑑

千葉県統計年鑑
1. ↑  平成8年 Archived 2016年8月26日, at the Wayback Machine.
2. ↑  平成9年 Archived 2016年8月26日, at the Wayback Machine.
3. ↑  平成10年 Archived 2016年8月26日, at the Wayback Machine.
4. ↑  平成11年 Archived 2016年8月26日, at the Wayback Machine.
5. ↑  平成12年
6. ↑  平成13年
7. ↑  平成14年
8. ↑  平成15年
9. ↑  平成16年
10. ↑  平成17年
11. ↑  平成18年 Archived 2016年8月26日, at the Wayback Machine.
12. ↑  平成19年 Archived 2016年8月26日, at the Wayback Machine.
13. ↑  平成20年 Archived 2017年8月30日, at the Wayback Machine.
14. ↑  平成21年
15. ↑  平成22年
16. ↑  平成23年
17. ↑  平成24年
18. ↑  平成25年
19. ↑  平成26年
20. ↑  平成27年